# Muriceopsis bayeriana
Muriceopsis bayeriana is een zachte koraalsoort uit de familie Plexauridae. De koraalsoort komt uit het geslacht Muriceopsis. Muriceopsis bayeriana werd in 2007 voor het eerst wetenschappelijk beschreven door Sánchez. 